# Порубель, Екатерина Олеговна
Екатерина Олеговна Порубель (род. 8 июня 1983) — российская актриса театра и кино.

## Биография
Родилась 8 июня 1983 года в Москве.
В 2004 году окончила Театральное училище им. М. С. Щепкина (художественный руководитель курса — В. И. Коршунов). С 2005 года актриса Малого театра.
В 2016 году Екатерина Порубель попробовала себя в качестве телеведущей в шоу Первого канала «Три богатыря». Целью проекта было устройство личной жизни одиноких деревенских хозяек. Соведущим Е. Порубель выступил профессиональный бобслеист, олимпийский чемпион Алексей Воевода.

### Личная жизнь
Замужем за Анатолием Левенцом. Есть сын Савва 2008 г. р. 31 мая 2012 года Екатерина стала матерью во второй раз. Архивная копия от 9 апреля 2016 на Wayback Machine Второго сына назвали Лукьяном. 9 марта 2017 года родился третий сын, Лев Левенец.

## Творчество

### Дипломные спектакли
- Мадемуазель Куку — «Безымянная звезда»
- Смеральдина — «Слуга двух господ»
- Феклуша — А. Н. Островский «Гроза»

### Малый театр
- Жакнета — У. Шекспир «Усилия любви» (реж. В. Иванов);
- Луша — А. Н. Островский «День на день не приходится» (2004, реж. А. Коршунов);
- Ключница — А. Н. Островский «Трудовой хлеб» (2005, реж. А. Коршунов);
- Атаманша — Е. Шварц «Снежная королева» (2005, реж. В. Иванов);
- Маша — А. Н. Островский «Бедность не порок» (2006, реж. А. Коршунов);
- 2-я девка — Л. Н. Толстой «Власть тьмы» (2007, реж. Ю. Соломин);
- Горничная Дуняша — А. Н. Толстой «Касатка» (2008, реж. В. Иванов);
- 1-я княжна — «Горе от ума», А. С. Грибоедов (2011, реж. С. Женовач);
- Эжени — «Наследники Рабурдена», Э. Золя (2011, реж. В. Бейлис).

## Фильмография
- 2019 — Перелётные птицы: Тамара
- 2019 — Зелёный фургон. Совсем другая история: Вера, соседка Красавина
- 2019 — Её мужчины / Її чоловіки (Украина): Марина — главная роль
- 2016 — Женщина без чувства юмора: Бронислава Зыкова, следователь — главная роль
- 2016 — Крёстная: Оксана Громова, швея и мастер кукол — главная роль
- 2016 — Васса Железнова (фильм-спектакль): Липа
- 2014 — Другая женщина: Катя Петренко, домработница Горбунова
- 2014 — Дорога домой (Геракл): Ирина Ступина, жена Ефима
- 2013 — Стройка: Серафима
- 2013 — Везёт же людям: Лиза
- 2013 — Незабудки: Варвара Иванова
- 2013 — Редкая группа крови: Надежда Самсонова, медсестра — главная роль
- 2013 — Жених: односельчанка — эпизод
- 2012—2013 — Анечка: Жжёная, зэчка
- 2012 — Шериф-2 (2-я серия "Неравный брак"): директор детсада
- 2012 — Слепое кино (Прозрение): Сашенька
- 2012 — Личная жизнь следователя Савельева (4-я серия "Охотники"): Алла Кирилловна Кацапова, вдова
- 2011 — Заложники любви: Мария Зуева, жена генерала МВД
- 2011 — Фурцева: Наталья Погоняева, слушательница атеистических курсов из Мурманска — эпизод
- 2011 — Заяц, жаренный по-берлински: сельская жительница — эпизод
- 2010 — Дело Крапивиных (6 -я серия "Хэллоуин")
- 2010 — Серафима прекрасная: Серафима Зорина, конезаводчица  — главная роль
- 2010 — Сыщик Самоваров (4-я серия "Жара"): Валя, прислуга Кузнецова
- 2010 — Крыса: сотрудница гостиницы — эпизод
- 2009 — Черчилль (4-я серия "Таинственный поклонник"): Людмила
- 2009 — Катя
- 2008 — Цыганки
- 2008 — Преступление будет раскрыто (4-я серия "От любви до смерти"): Ольга Савушкина, поклонница Борцова
- 2008 — Усилия любви (фильм-спектакль): Жакнета, деревенская девушка
- 2007 — Солдаты-11
- 2007 — Прощайте, доктор Чехов!: Глаша
- 2007 — Ночные сёстры: продавец — эпизод
- 2007 — Агитбригада «Бей врага!»: Антонида, бригадир рыбачек — эпизод
- 2006 — Солдаты-10
- 2006 — Своя чужая сестра: Марья Васильевна, инспектор по делам несовершеннолетних
- 2006 — Кромъ: Катя, жена мэра
- 2006 — День денег: проститутка — эпизод
- 2005 — Виола Тараканова. В мире преступных страстей-2 (3-й фильм "Микстура от косоглазия")
- 2005 — Доктор Живаго
- 2005 — Солдаты-5: Оксана, агроном
- 2004 — Виола Тараканова. В мире преступных страстей (3-й фильм "Чудовище без красавицы")
- 2003 — Амапола (Дикий мак): прекрасное видение — эпизод

## Награды и премии
- 2012 — премия ТЭФИ в номинации «Исполнительница женской роли в телевизионном фильме» за главную роль в телесериале «Серафима прекрасная» (2011).[1]